# Vin romain
Pour des articles plus généraux, voir Vin et Rome antique.

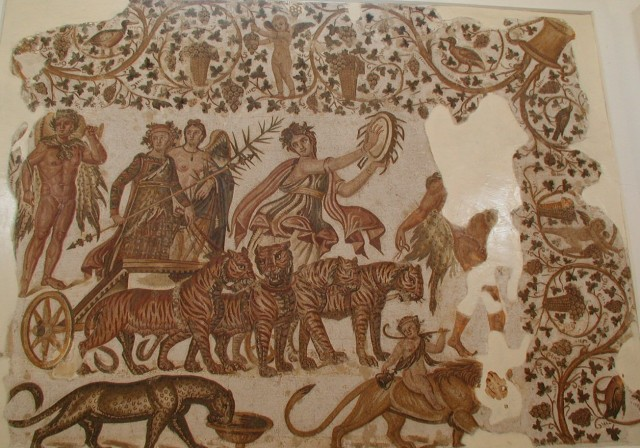
Mosaïque du Triomphe de Bacchus au Musée de Sousse

Le vin romain est la boisson alcoolisée obtenue par la fermentation du raisin utilisée dans la Rome antique. 
Dans la Rome antique, le vin est une des boissons principales de la population. Le rapport au vin des Romains est différent de celui des Grecs. Le vin est consommé à chacun des repas, pendant le repas. Le vin courant est le vin de l'année, la conservation étant aléatoire. En contrepartie, les vins vieux sont valorisés, voire célébrés. Le banquet romain impose le service de vins considérés comme de bonne qualité, ainsi le vin de Falerne. Le vin, pour les Romains, est concerné par des contraintes religieuses qui visent son usage dans les cérémonies, ou certaines personnes comme les femmes.
Le vin romain provient, essentiellement, de la péninsule italienne, mais aussi d'importations.
Le vin romain diffère sensiblement de celui que nous connaissons de nos jours. Issu principalement de vins blancs, il est épais et généralement madérisé. Il est consommé coupé d'eau. Consommer le vin pur est considéré, pour le Romain, comme le fait du barbare.
Diverses liqueurs à bases de jus de raisin existaient, assimilées à la catégorie des vins. Les textes des agronomes romains permettent d'aborder la vinification et l'aromatisation des vins romains.

## Le Romain et le vin
Pour les Romains, le vin est un aliment « civilisé » (issu du travail de l'homme) et est placé sous le patronage de Jupiter. Cette conception est différente de celle des Grecs pour lesquels le vin est associé à Dionysos, divinité des transgressions dont l'ivresse est une des manifestations.
Si, pour les Grecs, la consommation de vin est distincte du repas proprement dit (symposion, qui suit le repas deipnon), pour les Romains le vin accompagne la prise d'aliments, que ce soit lors de la gustatio (premier temps du repas, sorte de mise en bouche) ou lors des prima mensa (premier service) ou secunda mensa (second service), voire la commissatio (boute-hors) finale.

### Statut de cette boisson
Le vin, pour les Romains, est un élément fondamental de l'alimentation. S'il est difficile d'estimer la consommation journalière de vin du Romain moyen, A. Tchernia pense qu'une quantité comprise entre un setier et demi et deux setiers devrait être plausible (le setier romain valant 54 centilitres).
Le vin participe à nombre de cérémonies religieuses.
Il fait partie, non seulement des boissons offertes lors des banquets afin d'en marquer la qualité sociale, mais aussi des boissons offertes aux classes inférieures et aux esclaves.

### Sources disponibles
Écrivains

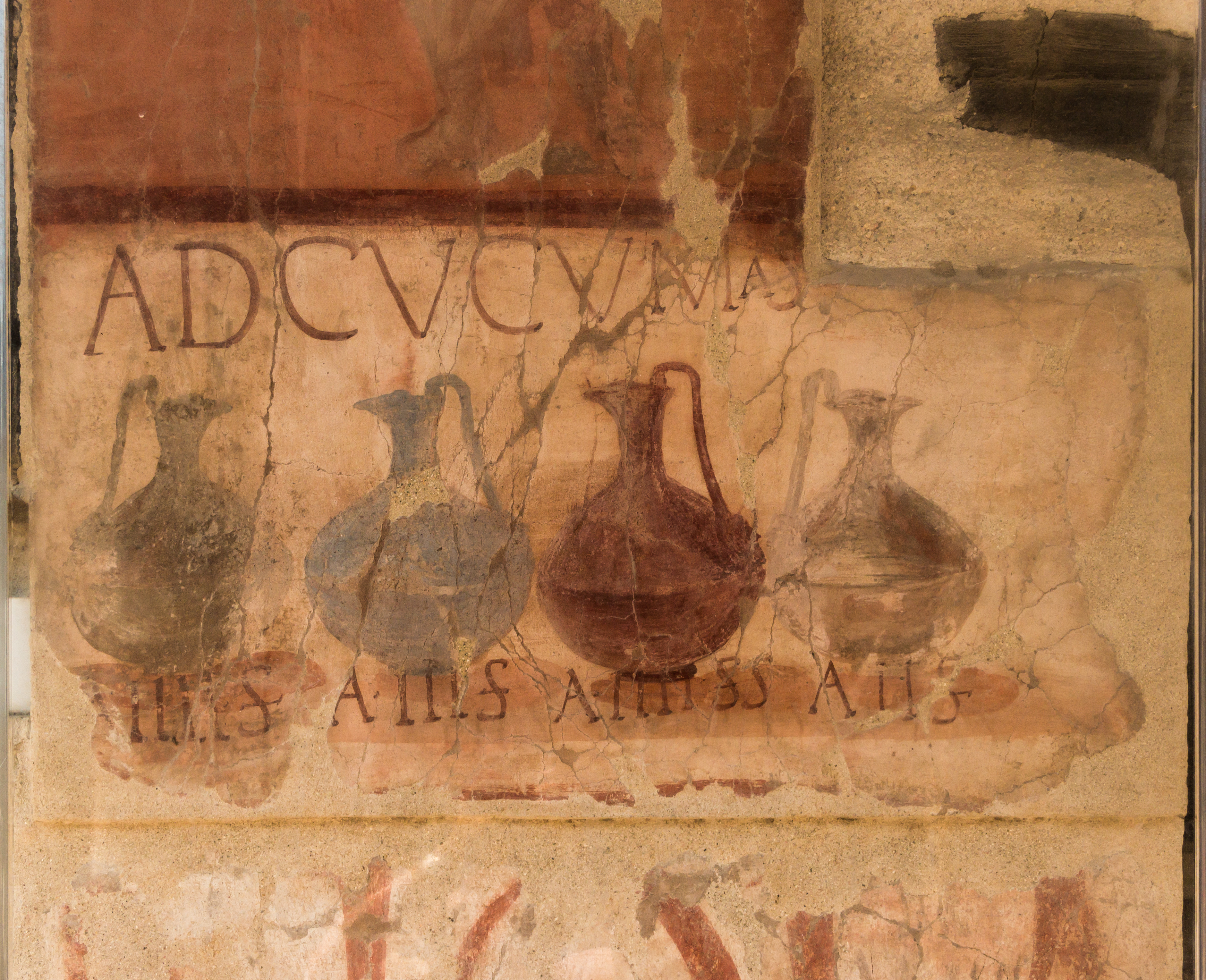
prix du vin, dans une caupona d'Herculanum

Les écrivains donnent souvent, au détour de leurs propos, des renseignements sur le vin et sa consommation (Cicéron, Sénèque, etc.).
Techniciens
Un certain nombre d'auteurs se sont attachés à donner des livres techniques sur les cultures et les productions agricoles. On peut citer Caton, Columelle, Palladius. On doit ajouter Pline qui, dans ses Histoire Naturelle, donne beaucoup de renseignements, ici sur le vin et sa fabrication.
Les « moqueurs »
Il s'agit des auteurs de pièces de théâtre, comme Plaute, ou des satiristes, comme Horace, Juvénal,, ou Martial, qui livrent, au hasard de leurs propos, des renseignements sur le vin et sa consommation chez les romains.
Archéologie
Les trouvailles faites, à Pompéi par exemple, ou les inscriptions funéraires, livrent aussi des indications sur le vin et sa consommation chez les romains.

## Production de vin

### En Italie

Les crus les plus réputés de Campanie

La production de vin semble ancienne dans la péninsule italique et ne peut être limitée à une production grecque importée. Pline cite ainsi des vignobles du nord, comme Ancône, et des vignobles siciliens comme celui offrant le mamertin dans la région de Messine.

### Dans d'autres régions

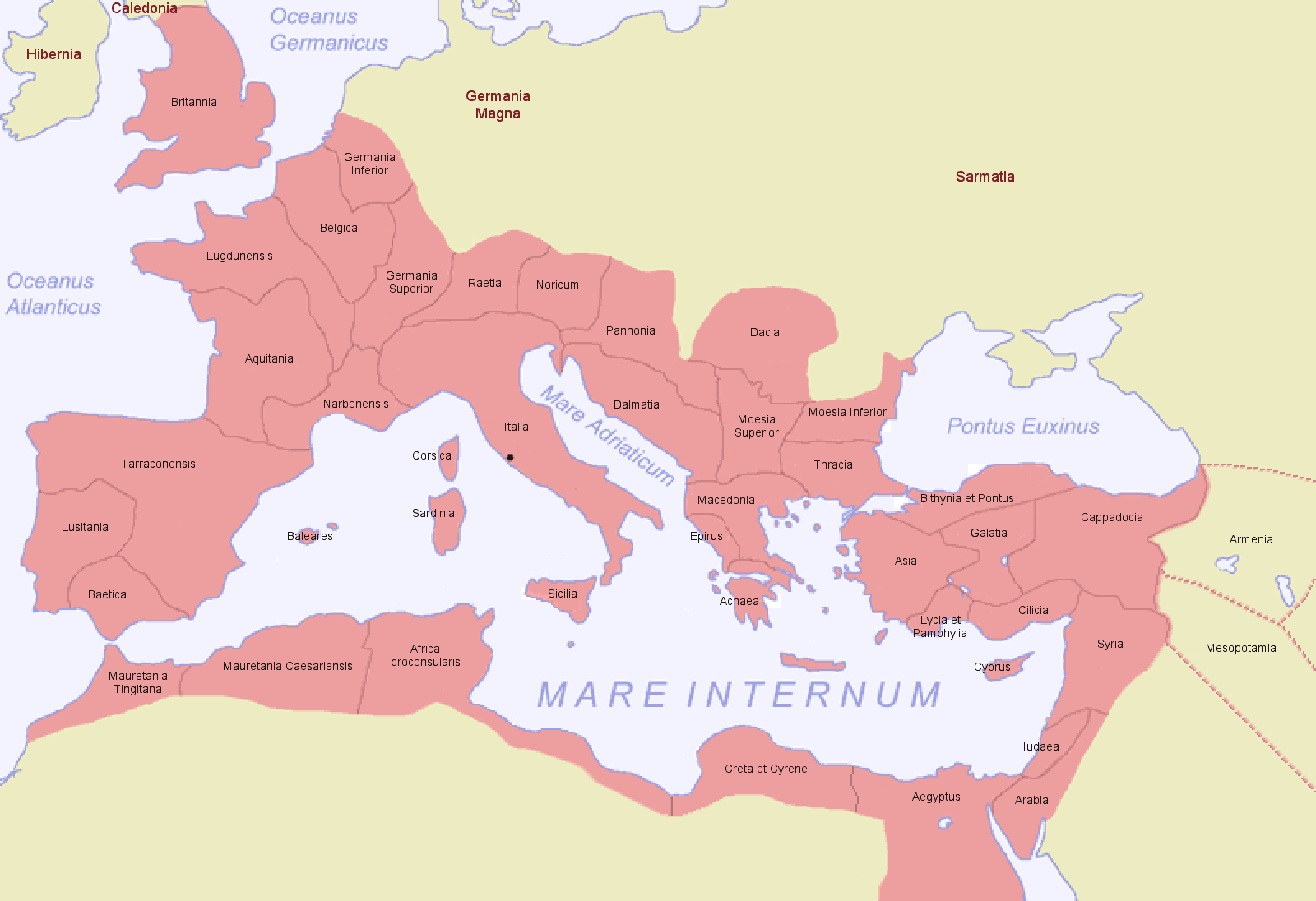
Les provinces romaines

#### En Afrique
« La vigne semble avoir été cultivée très anciennement en Afrique ». Les auteurs romains, comme Diodore, Strabon ou Pline, rapportent l'existence de vignes en Afrique du nord. Pour donner un exemple, Strabon rapporte que les carthaginois échangeaient leur vin contre du silphium.
Divers indices montrent que le vin africain était exporté en quantité vers Rome.

#### En Gaule
Les vins proviennent essentiellement de la Gaule narbonnaise à cette époque, et le vin bu en Gaule est souvent importé (du nord de l'Italie notamment). Pour ce qui est de la culture de la vigne ailleurs en Gaule qu'en Narbonnaise, elle existe mais de manière plus aléatoire, les productions sont moins importantes.

#### En Grèce
Les vins issus de Grèce conservent une bonne image chez les romains. Ainsi en est-il des vins de Chios, Rhodes, et autres.

#### En Hispanie
Les vins proviennent de Bétique et de Tarraconaise.

## Vinification des Romains
La religion encadre le cycle de fabrication du vin. Cette période se déroule entre les « Vinalia rustica » (environ 19 août) et les « Vinalia priora » (environ 23 avril). L'ouverture officielle des vendanges est donnée par le flamen dialis (en) », lors de l'« auspicatio vindemiae ». Les opérations de pressurage comme celles de fermentation du moût sont aussi l'objet de cérémonies religieuses. La divinité principale invoquée est Jupiter (à la différence des grecs pour lesquels la divinité est Dyonisios).

### Techniques

#### Foulage et pressurage
Les données archéologiques montrent que les grappes de raisin vendangées sont placées dans des cuves où elles sont foulées au pied pour obtenir un premier jus. Ensuite, les rafles sont placées dans un pressoir qui va permettre d'en exprimer tout le jus restant. 
Les pressoirs romains sont de différents types. Pressoirs à levier mais aussi pressoir à vis attestés dès le premier siècle de notre ère. Un second pressurage, après adjonction d'eau, permettra d'obtenir des vins de rognure, piquette destinée aux serviteurs et aux esclaves.

#### Fermentation

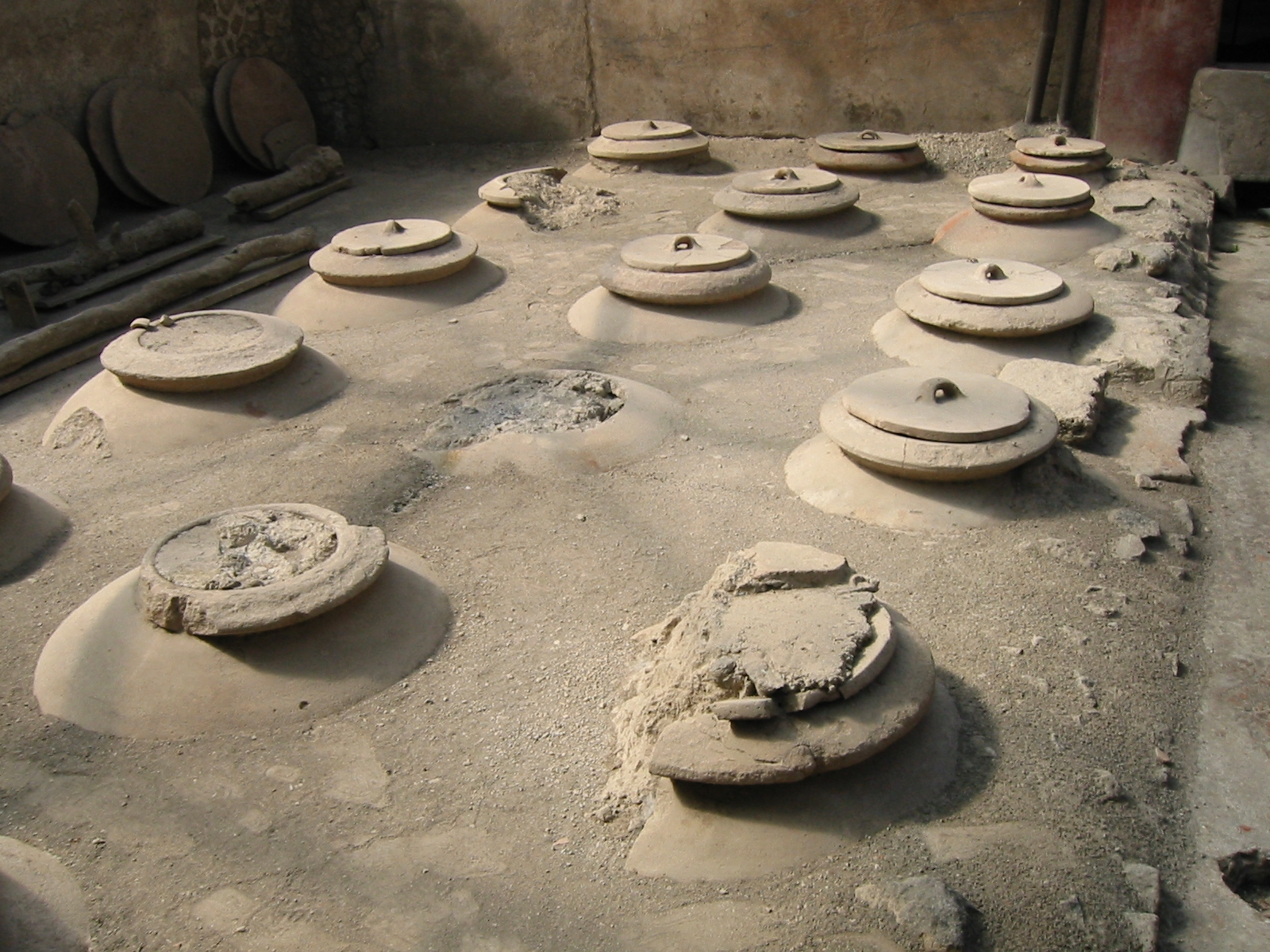
Série de Dolium, destinées à la fabrication du vin (Villa Rustica, Boscoreale).

Le moût obtenu est ensuite versé dans de grandes jarres de terre cuite, généralement enterrées, les dolia, pour y subir la phase de fermentation transformant le jus de raisin en vin. À la fin de la fermentation, lors de la cérémonie religieuse des Vinalia priora (avril de l'année suivant les vendanges), le vin nouveau va être soutiré et stocké dans des récipients propres à assurer sa diffusion (amphores ou culleus). Les Romains ne connaissent pas les opérations de filtrage, d'ouillage, de soufrage du vin. En conséquence, le liquide obtenu est épais.

### Conservation
Les vins romains sont de conservation limitée. Ils sont consommés dans l'année. Un vin vieux est un vin qui a passé l'été sans avoir tourné.
Seuls certains crus, au degré alcoolique suffisant, sont susceptibles d'être conservés plus longtemps. Ainsi en est-il du Falerne.
La conservation se fait dans des amphores portant la mention du cru, du producteur et du millésime. Cette dernière indication n'est pas l'année, comme de nos jours, mais une référence comme celle du consul en fonction cette année là (pour donner un exemple, les crus datant du consulat d'Opimius sont célébrés pour leur qualité).

### Transport

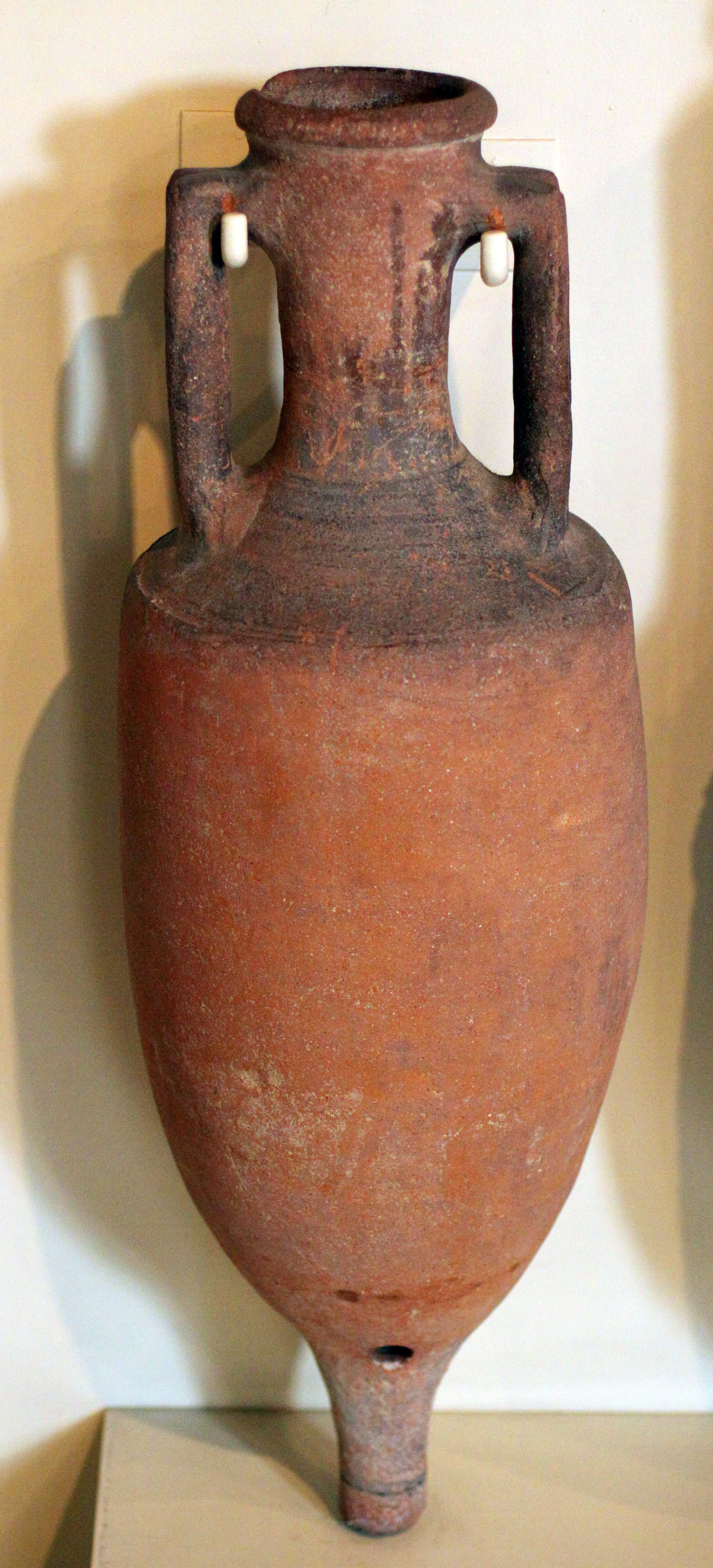
Amphore à vin (Ier siècle de notre ère), Vienne, France

Le récipient de transport de base est le « culleus ». Il s'agit d'une sorte d'outre (uter), constituée d'une peau entière de bovidé. Elle sert de mesure de capacité pour le vin ; un culleus vaut 20 amphores, soit 526 litres.
Pour les transports sur de plus grandes distances, ou pour les vins de qualité, le récipient est l'amphore. Certaines épaves maritimes examinées ont montré que le transport du vin était fait avec des dolia.
Le tonneau est connu, on en trouve des figurations sur des bas-reliefs, on en trouve aussi les traces dans des puits d'époque romaine,. Cependant, nous manquons d'informations pour caractériser avec précision l'importance de son usage à l'époque.

### Les types de vins

#### Les vins de qualité
L'opposition la plus simple est entre les vins jeunes et les vins vieux. Le vin vieux, pour reprendre la formule d'Ulpien, est « celui de l'année précédente » ; c'est-à-dire celui qui a passé l'été et ses chaleurs et est encore buvable.
À partir de là, un vin de qualité est un vin vieux. Boire des vins de qualité est, non seulement, un plaisir, mais aussi une manière de tenir son rang, d'affirmer sa position sociale.
La majeure partie des vins de qualité proviennent de Campanie, entre Rome et Naples. La carte ci-contre les détaille.
Le vin le plus cité est le Falerne. Il est suivi par le Cécube, le Massique. Certains doivent leur renommée à la faveur d'un puissant, comme le Setia pour Auguste.

#### Les autres vins
Il existe de nombreux autres vignobles dans la péninsule. Ils produisent les vins bus localement et sont décriés par les Romains attachés aux « bons » vins. Ces vins sont cependant peu connus ; il faut se tourner vers les sources littéraires pour glaner quelques renseignements. Ainsi, Horace est un auteur latin qui parle des vins qu'il boit et des vins qu'il évite. Quand il réside à Salerne où à Vélia, il ne boit pas les vins locaux mais en fait venir du meilleur,. Dans une de ses Satires, il cite le vin de Véies comme celui que doit boire un avare. Martial partage la même opinion concernant ce vin de Véies. Ce vin semble être « un des vins les plus médiocres et les moins chers que l'on pût trouver à Rome ».
Le vin qui ne tient pas l'année et tourne prend alors le nom de « vappa ».

#### Le prix du vin
Dans ce domaine, il est difficile de se fier aux sources littéraires. Il reste une inscription de Herculanum et l'édit de Dioclétien. L'inscription de Herculanum donne les prix chez un marchand de boisson ; on peut y acheter 1 sétier de vin ordinaire pour un as, du meilleur pour deux as, et de l'excellent pour 4 as. Le même écart de prix est, globalement, celui que l'on retrouve dans l'édit de Dioclétien. 
Pour apprécier le niveau des prix du vin, prenons l'exemple d'un légionnaire romain. D'après Tacite , il touche une solde de 10 as par jour, à l'époque d'Auguste. D'un autre côté, un kilo de viande de porc coûte 4 as environ et un litre d'huile banale, 3 as.
D'après Pline, un bon vin voit son prix augmenter fortement quand il dépasse les vingt ans d'âge. Les millésimes correspondant aux consulats d'Opimius (121 av. J.-C.) et Anicius (160 av. J.-C.) sont restés célèbres dans les mémoires des Romains amateurs de bons vins.

## Différentes productions à base de vin
On peut distinguer des vins de liqueur (passum et vins cuits), du vin miellé (mulsum) et des vins artificiels (vina ficticia).

### Vins de liqueur

#### Passum
Le passum est un vin de raisins séchés. C'est l'équivalent des vins de paille actuels.

#### Sapa
La Sapa est une autre sorte de vin cuit, obtenu par réduction à la cuisson du moût. Réduction de la moitié (Pline et Palladius) ou des deux tiers (Varron et Columelle).

#### Defrutum
Le Defrutum est un vin cuit, obtenu par réduction à la cuisson du moût. Selon les auteurs, la réduction est de la moitié (Pline) ou des deux tiers (Varron).

#### Carenum
Décrit par Palladius, il s'agit d'un vin doux et liquoreux, obtenu en faisant fermenter des raisins très mûrs avec des plantes, des coings, du defrutum,.

### Mulsum
Décrit par Pline l'Ancien, le Mulsum est issu du mariage de vin et de miel, avec des plantes, des épices. C'était un vin de fête, souvent servi en gustatio (apéritif).

### Vins artificiels

#### Turriculae
Décrit par Lucius Columelle, il s'agit d'un vin sec, surprenant et complexe. Au cours de la vinification on y ajoutait de l'eau de mer, du fenugrec et du defrutum (jus de raisin concentré par ébullition).

#### Vinum picatum

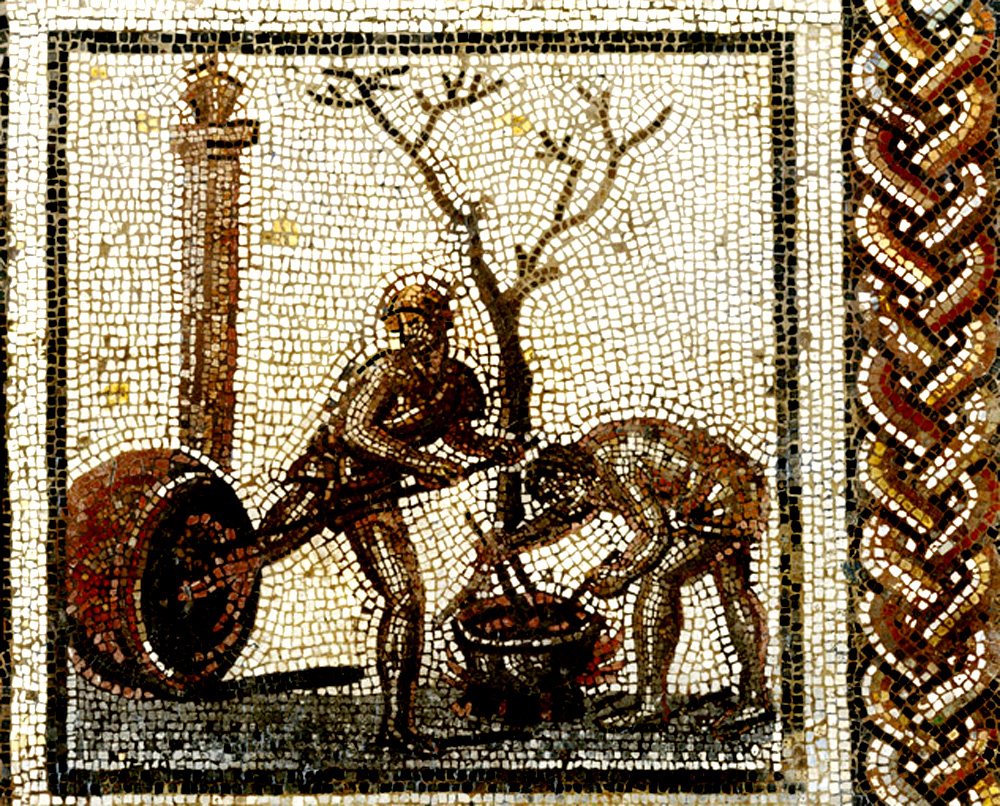
Poissage des dolia

Le vin poissé (en latin : vinum picatum) était une sorte de vin de l'antiquité romaine. Pline l'Ancien cite notamment le poissé viennois comme production de qualité, en provenance de la cité de Vienne, tout comme Martial. Le cépage utilisé alors semble être à l'origine de la mondeuse, d'usage courant dans le vignoble de Savoie.
Le terme de poissé vient de "poix", matière qui servait à enduire le bouchon des contenants, afin d'adoucir le goût du vin et d'assurer l'étanchéité de la fermeture, à l'instar des vins anciens dont s'inspire le retsina grec actuel.

### Vins frelatés
S'il est d'usage, chez les Romains, de boire son vin coupé d'eau, vendre du vin mouillé est considéré comme une fraude. Caton, comme Pline, donne un moyen de détecter cette fraude. Ils conseillent le recours à un récipient fait en bois de lierre ; ce récipient laisserait passer le vin, conservant l'eau,.

## Consommation du vin

### Dans la vie courante
Le Romain prend généralement trois repas par jour. Seul celui du soir est un repas élaboré ; celui du matin et celui de la mi-journée sont plus des collations rapides.

#### Dans les repas courants
Lors du Jentaculum (repas au lever), un verre de vin peut accompagner la prise de nourriture. Lors du repas de la mi-journée (Prandium), assez similaire au précédent, et pouvant être pris à l'extérieur, dans une taverne, le vin sera la boisson d'accompagnement.

#### Dans les banquets
Le repas du soir, Cena, et sa version sociale, le banquet, voit aussi servir du vin. Contrairement aux coutumes grecques, la boisson n'est pas dissociée de la prise d'aliments (lors du Symposion qui suit le deipnon). Le vin apparaît dès le premier service, Gustatio. Il s'agit généralement de Mulsum, vin miellé. Le vin est servi coupé d'eau (eau chaude, neige, eau de mer...). Il n'est pas concevable, pour un romain, de boire du vin pur. Si l'on en croit les auteurs, il est habituel, dans un banquet, de ne pas offrir le même vin à tous les convives. Ceux que l'hôte veut honorer auront droit à du vin de qualité. Les autres, à des vins de qualité inférieure. Les affranchis, accompagnant certains des convives, selon l'habitude du temps, peuvent devoir se contenter d'un vin des plus quelconques. Pline raille cette attitude dans une de ses lettres.

#### Femmes et le vin
En théorie, la consommation de vin est interdite aux femmes de Rome.  En pratique, cette interdiction semble s'être rapidement éteinte. De plus, l'interdiction semble n'avoir porté que sur le vin pur (au sens religieux). Les autres types de vins, comme les dulcia (c'est-à-dire des boissons à base de vin), n'étaient pas compris dans cette interdiction.

#### Boisson du légionnaire
La Posca est la boisson du légionnaire romain. Certaines sources affirment qu'il s'agit d'un mélange de « vinaigre » et d'eau. D'autres estiment qu'il s'agit de « vin aigre » (la différence est subtile mais désignerait, dans ce cas, un vin piqué voire un vin ordinaire et non spécifiquement du vinaigre). A. Tchernia penche pour la première interprétation. L'empereur Hadrien est réputé en avoir fait sa boisson quand il avait rejoint son armée en Germanie.

#### Boisson des serviteurs et des esclaves
Si les serviteurs et les esclaves peuvent recevoir de la posca, ils sont aussi susceptibles de recevoir une boisson encore inférieure, comme la lora détaillée par Caton. Cette piquette est produite en passant de l'eau sur le marc issu du pressurage. Caton en donne à ses esclaves durant les trois mois suivant les vendanges. Varron la cite comme boisson des esclaves pendant l'hiver.

### Dans la religion
Dans la religion des Romains de l'Antiquité, le vin est une offrande fréquemment faite aux divinités. 

#### Les divinités associées au vin
Parmi l'ensemble du panthéon romain, Jupiter est la divinité associée au vin. Mais elle n'est pas la seule. Ainsi, Liber (et sa parèdre Libera), ainsi que Vénus, interviennent aussi dans ce domaine. Jupiter est la divinité qui patronne le vin, dans sa forme pure, et qui le rend admissible aux cérémonies religieuses. De son côté, Liber est la divinité qui patronne le vin impur ou profane, c'est-à-dire le vin inapte à la cérémonie religieuse (par exemple, par non respect d'un interdit, comme un cadavre pendu ou la chute d'ordures dans la cuve) ou le vin modifié à des fins récréatives (par exemple, un vin cuit ou aromatisé, un vin issu de vignes non taillées ou frappées par la foudre), mais aussi le vin non encore constitué, comme le moût au sortir du pressurage.

#### Leslibations: vin approprié à la cérémonie religieuse
Pour les usages religieux, le vin approprié est le « temetum ». C'est-à-dire le vin issu de raisins naturels (c'est-à-dire, entre autres, de raisin non passerillé), issu du foulage et fermenté. À condition, de surcroît, qu'il ne soit pas devenu impur ; par exemple, parce que l'un des fouleurs présentait une blessure au pied ou bien parce que le jus a été au contact d'un outil en fer. On notera, en passant, la similitude entre le vin propre à l'usage religieux et celui dont la consommation est interdite aux femmes.

### Vin et médecine romaine
Selon l'opinion de Celse, la médecine antique présente trois facettes, la chirurgie (la moins considérée), la pharmacie et la diététique (la plus considérée). Le vin a donc toute sa place dans le traitement des maladies identifiées par le médecin.
Dans cette optique, il est normal de trouver dans les œuvres d'Hippocrate (ou, du moins, dans les écrits qui lui sont attribués), comme dans celles de Galien, des prescriptions utilisant du vin. Il y a, en particulier, une assimilation du vin au sang. Quelques exemples préciseront le rôle du vin dans les médications.

## Archéologie expérimentale

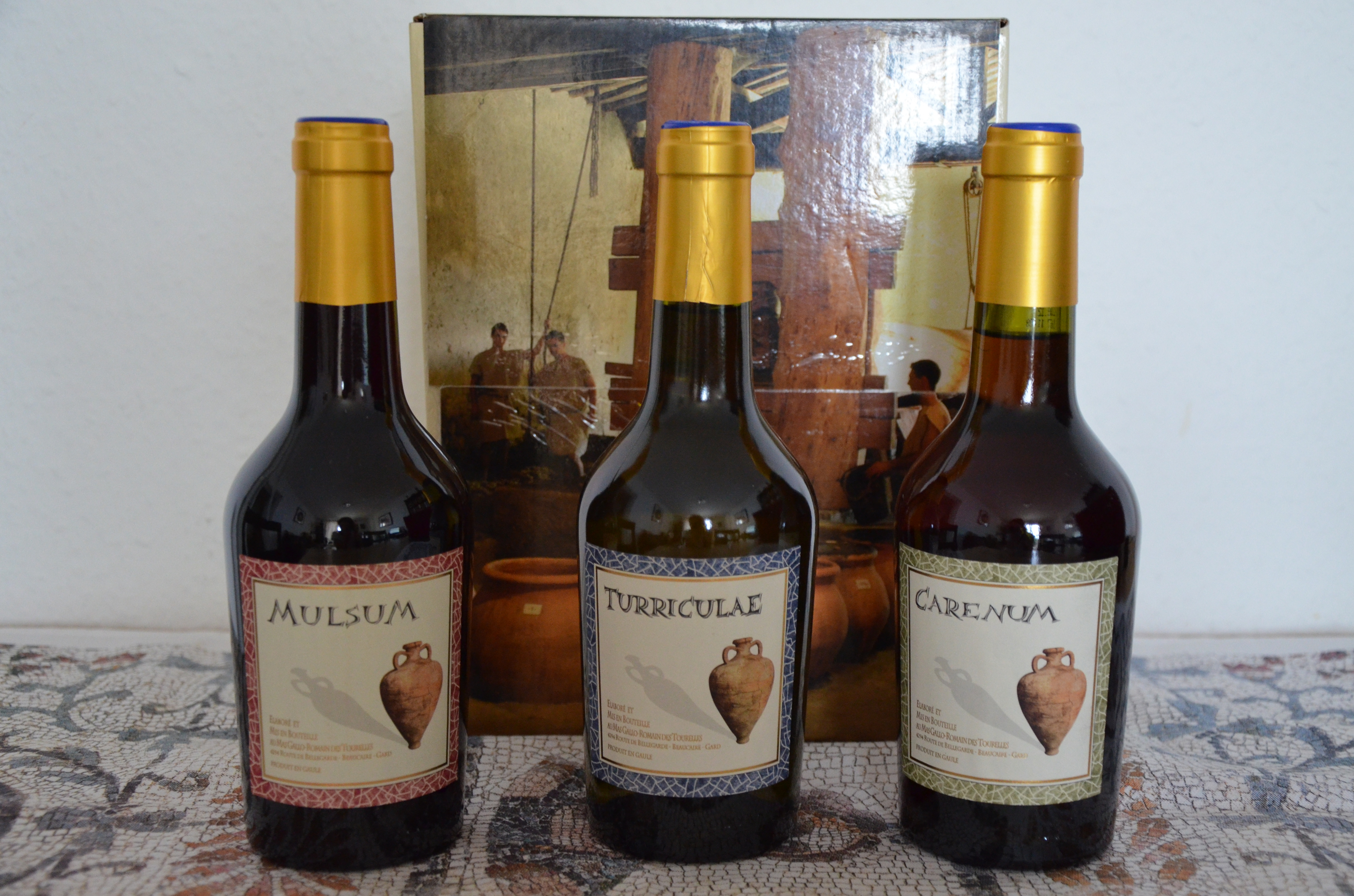
Types de vins romains reconstitués

Diverses initiatives ont vu le jour pour tenter de recréer le type de vins que pouvaient boire les Romains. Notamment en Italie, mais aussi en France.
Parmi celles-ci, signalons les essais du Mas des Tourelles, à Beaucaire, supervisés par André Tchernia.